# Egede Fjord

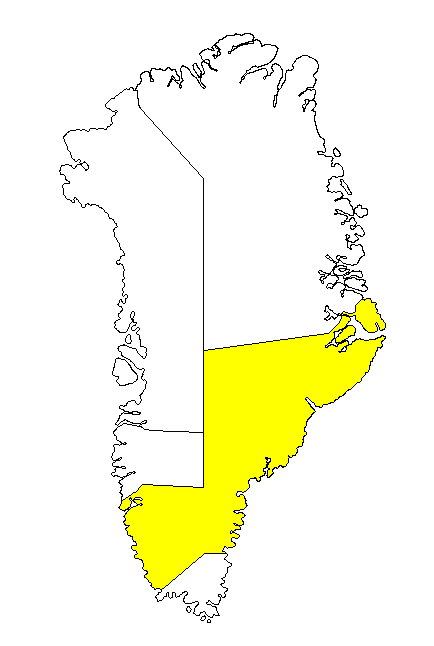
Comune di Sermersooq, dove si trova il Fiordo di Sermilik

Il fiordo di Sermilik (o  Sermilik Fjord o  Sondre Sermilik o  Egede Fjord o  Rothe Fjord) è un fiordo della Groenlandia di 100 km. Si trova al limite meridionale della Terra di Re Cristiano IX e sbocca nell'oceano Atlantico, a 66°00'N 37°55'O; appartiene al comune di Sermersooq. La città di Ammassalik si trova sulla riva est della bocca del fiordo. Il fronte del Midgardgletscher, che occupa la testata del Sermilik, è uno dei pochi posti al mondo ancora inesplorati.